# Tisaleo
Tisaleo – miasto w Ekwadorze, w prowincji Tungurahua, siedziba kantonu Tisaleo.